# Portugisisk grammatik
Huvudartikel: Portugisiska
Portugisiska är ett romanskt språk och portugisiskans grammatik har mycket gemensamt med de andra romanska språkens.

## Bokstäver och uttal

### Alfabetet
| A | B | C | D | E | F | G | H | I | J | K | L | M | N | O | P | Q | R | S | T | U | V | W | X | Y | Z |
| a | b | c | d | e | f | g | h | i | j | k | l | m | n | o | p | q | r | s | t | u | v | w | x | y | z |

### Uttal
- h uttalas inte. Ex. Holanda, harmonia, hora
- lh uttalas som lj. Ex. milhão, medalha, brilhante
- nh uttalas som nj. Ex. vinho, linho, sardinha
- ch uttalas som tonlöst sje-ljud. Ex. China, chefe, choque
- c före a, o och u uttalas som k. Ex. comédia, consulado, curva
- c före e och i uttalas som s. Ex. centro, cigarro, cerimónia

### Betoning
Portugisiskans betoning följer i stort sett tre grundregler:
1. Flerstaviga ord som slutar på A - E - O betonas på näst sista stavelsen.
Exempel: rosa, filme, piano
2. Flerstaviga ord som slutar på I - U - NASAL - DIFTONG - KONSONANT betonas på sista stavelsen.
Exempel: aqui, bambu, balcão, hotel, motor
3. Accentförsedda ord betonas på den vokal som bär accenttecknet.
Exempel: fábrica, café, rádio, lâmpada

### Skrivtecken
| Akut accent | ´ | betonad öppen vokal  | café, fábrica, táxi |
| Grav accent | ` |                      | à                   |
| Cirkumflex  | ^ | betonad sluten vokal | lâmpada, câmera     |
| Tilde       | ~ | nasalvokal           | balcão, salão       |

## Artiklar

### Bestämd artikel
|          | Maskulinum | Femininum |
| Singular | o          | a         |
| Plural   | os         | as        |

Exempel
| o piano   | pianot  |
| os pianos | pianona |
| a sala    | salen   |
| as salas  | salarna |

#### Sammandragningar
Visa prepositioner brukar sättas samman med den bestämda artikeln.
| a   | hos, till | ao   | à    | aos   | às    |
| de  | från, av  | do   | da   | dos   | das   |
| em  | i         | no   | na   | nos   | nas   |
| por | genom     | pelo | pela | pelos | pelas |

### Obestämd artikel
|          | Maskulinum | Femininum |
| -------- | ---------- | --------- |
| Singular | um         | uma       |
| Plural   | uns        | umas      |

Exempel
| um piano   | ett piano    |
| uns pianos | flera pianon |
| uma sala   | en sal       |
| umas salas | flera salar  |

## Pronomen

### Demonstrativa pronomen
|          | den här, de här | den där, de där | den där, de där |
| Singular |                 |                 |                 |
| mask.    | este            | esse            | aquele          |
| fem.     | esta            | essa            | aquela          |
| Plural   |                 |                 |                 |
| mask.    | estes           | esses           | aqueles         |
| fem.     | estas           | essas           | aquelas         |

### Possessiva pronomen
| Possessiva pronomen | Possessiva pronomen | Possessiva pronomen | Possessiva pronomen | Possessiva pronomen | Possessiva pronomen |
|                     | Person              |                     |                     |                     |                     |
| Mask.               | Person              | Fem.                | Mask.               | Fem.                |                     |
| ------------------- | ------------------- | ------------------- | ------------------- | ------------------- | ------------------- |
| Singular            | 1.a                 | meu                 | minha               | meus                | minhas              |
| Singular            | 2.a                 | teu                 | tua                 | teus                | tuas                |
| Singular            | 3.e                 | seu                 | sua                 | seus                | suas                |
| Plural              | 1.a                 | nosso               | nossa               | nossos              | nossas              |
| Plural              | 2.a                 | vosso               | vossa               | vossos              | vossas              |
| Plural              | 3.e                 | seu                 | sua                 | seus                | suas                |

## Räkneord

### Grundtal
| 0    | zero                  |
| 1    | um - uma              |
| 2    | dois - duas           |
| 3    | três                  |
| 4    | quatro                |
| 5    | cinco                 |
| 6    | seis                  |
| 7    | sete                  |
| 8    | oito                  |
| 9    | nove                  |
| 10   | dez                   |
| 11   | onze                  |
| 12   | doze                  |
| 13   | treze                 |
| 14   | catorze / quatorze    |
| 15   | quinze                |
| 16   | dezasseis / dezesseis |
| 17   | dezassete / dezessete |
| 18   | dezoito               |
| 19   | dezanove / dezenove   |
| 20   | vinte                 |
| 21   | vinte e um            |
| 22   | vinte e dois          |
| 23   | vinte e três          |
| 24   | vinte e quatro        |
| 25   | vinte e cinco         |
| 26   | vinte e seis          |
| 27   | vinte e sete          |
| 28   | vinte e oito          |
| 29   | vinte e nove          |
| 30   | trinta                |
| 31   | trinta e um           |
| 40   | quarenta              |
| 50   | cinquenta             |
| 60   | sessenta              |
| 70   | setenta               |
| 80   | oitenta               |
| 90   | noventa               |
| 100  | cem                   |
| 200  | duzentos              |
| 300  | trezentos             |
| 400  | quatrocentos          |
| 500  | quinhentos            |
| 600  | seiscentos            |
| 700  | setecentos            |
| 800  | oitocentos            |
| 900  | novecentos            |
| 1000 | mil                   |

### Ordningstal
| 1º  | primeiro        |
| 2º  | segundo         |
| 3º  | terceiro        |
| 4º  | quarto          |
| 5º  | quinto          |
| 6º  | sexto           |
| 7º  | sétimo          |
| 8º  | oitavo          |
| 9º  | nono            |
| 10º | décimo          |
| 11º | décimo-primeiro |
| 12º | décimo-segundo  |
| 13º | décimo-terceiro |
| 14º | décimo-quarto   |
| 15º | décimo-quinto   |
| 20º | vigésimo        |

## Substantiv

### Genus
Portugisiska substantiv delas in i två genus: Maskulinum och Femininum.

De flesta ord på -O är maskulina.

De flesta ord på -A är feminina.

Likaledes hör till maskulinum de ord som betecknar maskulina varelser, och till femininum de ord som betecknar feminina varelser.
| Femininum         | Maskulinum         |
| ----------------- | ------------------ |
| Feminina varelser | Maskulina varelser |
| sueca (svenska)   | sueco (svensk)     |
| senhora (dam)     | senhor (herre)     |
| -A                | -O                 |
| fruta (frukt)     | piano (piano)      |
| sala (sal)        | grupo (grupp)      |

### Plural
Det finns en grundregel för att bilda plural:
| Ordet slutar på | Ordet bildar plural genom | Exempel         |
| --------------- | ------------------------- | --------------- |
| VOKAL           | VOKAL + S                 | piano - pianos  |
| KONSONANT       | KONSONANT + ES            | motor - motores |

De flesta substantiv följer den regeln, men det finns en del ord som inte följer det mönstret helt och hållet.
Det rör sig om sådana ord som:
| Ordet slutar på | Exempel            |
| --------------- | ------------------ |
| ÃO              | balão - balões     |
| L               | canal - canais     |
| M               | garagem - garagens |

### Genitiv
Portugisiska bildar genitiv med hjälp av prepositionen DE (av).
| O piano da Sara     | Saras piano        |
| A capital da Itália | Italiens huvudstad |
| O centro da cidade  | Stadens centrum    |

Även "sammansatta begrepp" bildas med hjälp av DE.
| salada de frutas    | fruktsallad    |
| fábrica de tabaco   | tobaksfabrik   |
| máquina de escrever | skrivmaskin    |
| América do Sul      | Sydamerika     |
| pudim de chocolate  | chokladpudding |

## Adjektiv

### Adjektivens placering
Adjektivet står vanligen efter substantivet i portugisiskan.
Exempel
| uma cadeira amarela | en gul stol |
| um carro vermelho   | en röd bil  |

### Adjektivens böjning
Adjektiven böjs efter substantiven.
Exempel
| uma cadeira amarela        | en gul stol                |
| duas cadeiras amarelas     | två gula stolar            |
| um carro vermelho          | en röd bil                 |
| dois carros vermelhos      | två röda bilar             |
| um veterinário brasileiro  | en brasiliansk veterinär   |
| dois jogadores brasileiros | två brasilianska spelare   |
| um mecânico português      | en portugisisk mekaniker   |
| dois advogados portugueses | två portugisiska advokater |

### Regelbunden komparation
| Regelbundna adjektiv | Regelbundna adjektiv | Regelbundna adjektiv | Regelbundna adjektiv | Regelbundna adjektiv | Regelbundna adjektiv |
| -------------------- | -------------------- | -------------------- | -------------------- | -------------------- | -------------------- |
| alto                 | mais alto            | o mais alto          | hög                  | högre                | högst                |

### Oregelbunden komparation
| Oregelbundna adjektiv | Oregelbundna adjektiv                     | Oregelbundna adjektiv                             | Oregelbundna adjektiv | Oregelbundna adjektiv | Oregelbundna adjektiv |
| --------------------- | ----------------------------------------- | ------------------------------------------------- | --------------------- | --------------------- | --------------------- |
| bom boa               | melhor                                    | o melhor a melhor                                 | bra                   | bättre                | bäst                  |
| mau má                | pior                                      | o pior a pior                                     | dålig                 | sämre                 | sämst                 |
| grande                | maior                                     | o maior a maior                                   | stor                  | större                | störst                |
| pequeno pequena       | menor / mais pequeno menor / mais pequena | o menor / o mais pequeno a menor / a mais pequena | liten                 | mindre                | minst                 |

## Verb

### Ser
| Personer        | Presens | Imperfekt | Perfekt |
| --------------- | ------- | --------- | ------- |
| eu              | sou     | era       | fui     |
| tu              | és      | eras      | foste   |
| ele-ela-você    | é       | era       | foi     |
| nós             | somos   | éramos    | fomos   |
| vós             | sois    | éreis     | fostes  |
| eles-elas-vocês | são     | eram      | foram   |

### Estar
| Personer        | Presens | Imperfekt | Perfekt    |
| --------------- | ------- | --------- | ---------- |
| eu              | estou   | estava    | estive     |
| tu              | estás   | estavas   | estiveste  |
| ele/ela/você    | está    | estava    | esteve     |
| nós             | estamos | estávamos | estivemos  |
| vós             | estais  | estáveis  | estivestes |
| eles/elas/vocês | estão   | estavam   | estiveram  |

### Ter
| Personer        | Presens | Imperfekt | Perfekt  |
| --------------- | ------- | --------- | -------- |
| eu              | tenho   | tinha     | tive     |
| tu              | tens    | tinhas    | tiveste  |
| ele/ela/você    | tem     | tinha     | teve     |
| nós             | temos   | tínhamos  | tivemos  |
| vós             | tendes  | tínheis   | tivestes |
| eles/elas/vocês | têm     | tinham    | tiveram  |

### Falar
| Personer        | Presens | Imperfekt | Perfekt  |
| --------------- | ------- | --------- | -------- |
| eu              | falo    | falava    | falei    |
| tu              | falas   | falavas   | falaste  |
| ele/ela/você    | fala    | falava    | falou    |
| nós             | falamos | falávamos | falámos  |
| vós             | falais  | faláveis  | falastes |
| eles/elas/vocês | falam   | falavam   | falaram  |

### Viver
| Personer        | Presens | Imperfekt | Perfekt  |
| --------------- | ------- | --------- | -------- |
| eu              | vivo    | vivia     | vivi     |
| tu              | vives   | vivias    | viveste  |
| ele/ela/você    | vive    | vivia     | viveu    |
| nós             | vivemos | vivíamos  | vivemos  |
| vós             | viveis  | vivíeis   | vivestes |
| eles/elas/vocês | vivem   | viviam    | viveram  |

### Abrir
| Personer        | Presens | Imperfekt | Perfekt  |
| --------------- | ------- | --------- | -------- |
| eu              | abro    | abria     | abri     |
| tu              | abres   | abrias    | abriste  |
| ele/ela/você    | abre    | abria     | abriu    |
| nós             | abrimos | abríamos  | abrimos  |
| vós             | abris   | abríeis   | abristes |
| eles/elas/vocês | abrem   | abriam    | abriram  |

## Adverb
| Portugisiska           | Svenska      | Exempel                             |
| ---------------------- | ------------ | ----------------------------------- |
| Rumsadverb             |              |                                     |
| aqui                   | här          | Eu estou aqui.                      |
| debaixo                | under        | Ele está debaixo da árvore.         |
| perto                  | nära         | Ela está perto da casa.             |
| onde                   | var          | Eu não sei onde mora a professora.  |
| Tidsadverb             |              |                                     |
| ontem                  | igår         | Eu estive ontem na biblioteca.      |
| hoje                   | idag         | Ele vai hoje para Belém.            |
| agora                  | nu           |                                     |
| sempre                 | alltid       |                                     |
| Sättsadverb            |              |                                     |
| bem                    | bra          | O Ronaldo joga bem.                 |
| mal                    | dåligt       |                                     |
| quase                  | nästan       |                                     |
| diretamente            | direkt       | Nós vamos diretamente para a praia. |
| Gradadverb             |              |                                     |
| muito                  | mycket       | Ele fala muito.                     |
| pouco                  | litet        | Ela fala pouco.                     |
| mais                   | mera         |                                     |
| bastante               | tillräckligt |                                     |
| Nekande-jakande adverb |              |                                     |
| não                    | inte         | Ele não fala francês.               |
| sim                    | ja           |                                     |
| nunca                  | aldrig       | Ela nunca esteve em Santa Catarina. |
| jamais                 | aldrig       |                                     |

## Prepositioner
De vanligaste prepositionerna i det portugisiska språket är:
| Portugisiska | Svenska    |
| ------------ | ---------- |
| a            | till, åt   |
| de           | från, av   |
| em           | i, på      |
| para         | till, för  |
| por          | genom, för |

Exempel
| Portugisiska               | Svenska                   |
| -------------------------- | ------------------------- |
| Eu vou a Lisboa.           | Jag ska till Lissabon.    |
| A sandália da Mariana.     | Marianas sandal.          |
| Eu moro em Belo Horizonte. | Jag bor i Belo Horizonte. |
| Eu vou para São Vicente.   | Jag ska till São Vicente. |
| Eu vou por Paris.          | Jag åker genom Paris.     |

## Konjunktioner
Konjunktioner är ord som har till uppgift att sammanbinda satser eller satsdelar.
| Portugisiska | Svenska     | Exempel                                            |
| ------------ | ----------- | -------------------------------------------------- |
| e            | och         | O João e a Sílvia estão em Aveiro.                 |
| que          | att         | Ele diz que é dentista.                            |
| mas          | men         | Ela é de Braga, mas ele é de São Vicente.          |
| para         | för         |                                                    |
| ou           | eller       | Você quer chá ou café?                             |
| porque       | därför att  | Elas ficam no restaurante porque está muito calor. |
| também       | också       |                                                    |
| quando       | när         | Eu vou à praia quando está calor.                  |
| nem          | inte heller |                                                    |
| se           | om          | Eu fico, se tu ficas.                              |

### Online
- FLIP -Portugisisk grammatik on-line
- Gramática On-line
- Praktisk Portugisisk Grammatik